# Frenkie de Jong
Frenkie de Jong (* 12. Mai 1997 in Gorinchem) ist ein niederländischer Fußballspieler, der als Mittelfeldspieler seit Juli 2019 beim FC Barcelona unter Vertrag steht.
De Jong spielte zuvor bei Willem II Tilburg, Jong Ajax sowie Ajax Amsterdam in seiner niederländischen Heimat. Mit Ajax Amsterdam gewann er die Niederländische Meisterschaft (2018/19) sowie den Niederländischen Pokal (2018/19). Mit der niederländischen Nationalmannschaft erreichte er den zweiten Platz in der UEFA Nations League (2018/19).

## Vereinskarriere

### Anfänge (2005 bis 2015)
Im Jahr 2005 wechselte de Jong von ASV Arkel zu Willem II Tilburg. Er lief auch für die Mannschaften der gemeinsamen Jugendakademie von Willem II Tilburg und RKC Waalwijk auf. Am 1. August 2013 unterzeichnete er seinen ersten Profivertrag, der bis zum Sommer 2016 datiert war. In der Winterpause der Saison 2014/15 nahm de Jong, noch als Spieler der Reservemannschaft, am Trainingslager der Profimannschaft in der Türkei teil. Sein Profidebüt gab er am 10. Mai 2015 in der Eredivisie beim 1:0-Sieg gegen ADO Den Haag, als er nach einer Stunde für Terell Ondaan eingewechselt wurde. In der Profimannschaft erhielt de Jong wenig Spielpraxis und seitens des algemeen directeurs Berry van Gool wurde bedauert, dass er von seinem Trainer nie eine Chance bekam. Im Sommer 2015 bekundete PSV Eindhoven sein Interesse an de Jong.

### Ajax Amsterdam (2016 bis 2019)

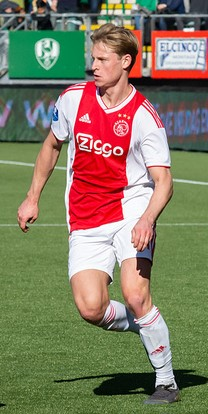
Frenkie de Jong (2019)

Frenkie de Jong wechselte allerdings zu Ajax Amsterdam, wo er am 25. August 2015 einen bis zum 30. Juni 2019 laufenden Vertrag unterschrieb. Ausschlaggebend sei ein Gespräch mit Marc Overmars, Dennis Bergkamp und Orlando Trustfull gewesen, Die Amsterdamer bezahlten für de Jong einen Euro, allerdings ist Willem II Tilburg mit einer beträchtlichen Summe am Weiterverkauf beteiligt. Frenkie de Jong wurde für die Saison 2015/16 an Willem II Tilburg verliehen, wo er allerdings kaum eingesetzt wurde, da sein als leichtfertig geltendes Spiel für die Situation des Vereins, der sich im Abstiegskampf befand, als zu riskant angesehen wurde. Da er in Tilburg nicht spielte, wurde der Leihvertrag aufgelöst und de Jong lief für die Reservemannschaft von Ajax Amsterdam auf. Am 25. Januar 2016 erzielte er mit dem Treffer zum 2:0 in einem Spiel gegen NAC Breda in Almere sein erstes Tor im Profifußball. In seiner ersten Saison kam er zu fünfzehn Spielen für Jong Ajax, in denen er zweimal traf.
Peter Bosz, der im Mai 2016 bei der Profimannschaft zum Nachfolger von Cheftrainer Frank de Boer ernannt wurde, nominierte de Jong für die Vorbereitung auf die Saison 2016/17 und nahm ihn auch ins Trainingslager in Österreich mit. In einem Freundschaftsspiel gegen den FC Liefering gab er am Ende dieses Trainingslagers sein inoffizielles Debüt für die Profimannschaft. Nach der Vorbereitung lief de Jong für die Reservemannschaft auf. Am 21. September 2016 wurde er von Bosz für das Spiel im KNVB-Beker gegen Willem II Tilburg in den Kader nominiert. In diesem Spiel gab er auch sein Debüt für die Profimannschaft in einem Pflichtspiel, als er in der 80. Minute beim Stand von 3:0 eingewechselt wurde. Am 12. Februar 2017 wurde er beim 2:0-Sieg im Heimspiel gegen Sparta Rotterdam in der 88. Minute für Lasse Schöne eingewechselt. Am 7. Mai 2017 erzielte er beim 4:0 gegen Go Ahead Eagles Deventer sein erstes Tor in der Eredivisie. Am letzten Spieltag stand de Jong beim Spiel gegen Willem II Tilburg in der Startelf. In dieser Saison lief er in lediglich vier Spielen auf, da Trainer Bosz nicht glaubte, dass er in Situationen nach einem Ballverlust stark spielt. Am Ende der Saison erhielt de Jong die Auszeichnung für das größte Talent der Eredivisie. Zudem erreichte er mit Ajax das Endspiel in der UEFA Europa League, wobei er im Finale – einer von vier Einsätzen – eingewechselt wurde.
Zu Beginn der Saison 2017/18 erhielt de Jong unter dem neuen Cheftrainer Marcel Keizer, der den zu Borussia Dortmund abgewanderten Bosz ersetzte, einen Stammplatz, wurde aber später wieder auf die Bank gesetzt. Am 26. November 2017 gab er beim 5:1-Sieg im Heimspiel gegen Roda JC Kerkrade drei Torvorlagen. Im Dezember setzte Keizer ihn neben Matthijs de Ligt als Abwehrspieler ein. Am 22. Dezember 2017 verlängerte er seinen Vertrag bis 2022. 2018 wurde Keizer durch Erik ten Hag ersetzt. Frenkie de Jong selbst betonte, dass er im Mittelfeld spielen wolle. Am 28. Februar erlitt er eine Knöchelverletzung und fiel somit für den Rest der Saison aus.
In der Saison 2018/19 spielte er meist als Mittelfeldspieler neben Lasse Schöne. Zudem wurde er von ausländischen Vereinen wie Paris Saint-Germain, dem FC Barcelona oder Manchester City umworben. Im Jahr 2018 gab er sein Debüt in der UEFA Champions League. Im Dezember wurde er von der UEFA in das Champions League breaktroughteam 2018 berufen. De Jong erreichte 2018 zudem den 92. Platz in der Liste der britischen Zeitung The Guardian bei der Wahl der 100 besten Fußballer der Welt.

### FC Barcelona (seit 2019)
Zur Saison 2019/20 wechselte de Jong in die spanische Primera División zum FC Barcelona. Er unterschrieb einen Vertrag mit einer Laufzeit bis zum 30. Juni 2024 und wurde mit einer Ablösesumme in Höhe von 75 Millionen Euro (plus 11 Millionen Euro Bonuszahlungen) zu einem der teuersten Transfers der Fußballgeschichte.
De Jong debütierte für den FC Barcelona am 16. August 2019 am ersten Spieltag der Saison 2019/20 bei der 1:0-Niederlage gegen Athletic Bilbao. Sein erstes Tor schoss er am 14. September 2019 beim 5:2-Sieg gegen den FC Valencia.
Im Oktober 2020 verlängerte de Jong seinen Vertrag bis zum 30. Juni 2026; seine Ausstiegsklausel in Höhe von 400 Millionen Euro blieb bestehen.

## Nationalmannschaftskarriere
De Jong läuft seit 2012 für niederländische Jugendnationalmannschaften auf. Am 6. September 2018 debütierte er in der niederländischen A-Nationalmannschaft, als er im Testspiel in Amsterdam gegen Peru mit Beginn der zweiten Halbzeit eingewechselt wurde.

## Titel und Auszeichnungen
Ajax Amsterdam
- Niederländische Meister: 2018/19
- Niederländischer Pokalsieger: 2018/19

FC Barcelona
- Spanischer Meister (2): 2023, 2025
- Spanischer Pokalsieger (2): 2021, 2025
- Spanischer Supercupsieger (2): 2023, 2025

Auszeichnungen
- Eredivisie Talent der Saison (1): 2016/17
- Eredivisie Spieler des Monats (2): Dezember 2018, Februar 2019
- Eredivisie Spieler der Saison (1): 2018/19
- Eredivisie Mannschaft der Saison (1): 2018/19
- Fußballer des Jahres der Niederlande (1): 2018/19[19]
- UEFA Nations League
  - Finalrunde – Bester Nachwuchsspieler des Turniers (1): 2018/19
  - Finalrunde – Mannschaft des Turniers (1): 2018/19
- UEFA Champions League Squad of the Saison (1): 2018/19[20]
- UEFA Club Football Awards, Bester Mittelfeldspieler (1): 2018/19[21]
- FIFA FIFPro World XI (1): 2019
- UEFA Team of the Year (1): 2019